# فرودگاه لیستا فارسوند
فرودگاه لیستا فارسوند (به نروژی: Farsund lufthavn, Lista) یک فرودگاه تلفیقی با کد یاتا FAN در شهر فارسون در نروژ است که یک باند فرود بتن دارد و طول باند آن ۲۹۹۰ متر است. این فرودگاه در ارتفاع ۹ متری از سطح دریا واقع شده‌است. این فرودگاه سابقه کارکرد نظامی داشته‌است و در حال حاضر تعطیل شده‌است.